# 斗湖 (马来西亚)
斗湖，之前也被称为Tawao。是马来西亚沙巴州第三大城市，也是斗湖省省会。

## 地理
斗湖位于沙巴东南部，面向苏拉威西海，后靠内陆山脉。地理位置为北緯4.233度，东經117.833度。
市镇分成3区：沙宾都（Sabindo），发佳（Fajar）和旧斗湖（Tawau Lama）。联邦大厦是马来西亚政府部门如移民厅和国家注册局的主要地点，座落于沙宾都区。发佳是斗湖现代的商业区，主要银行如香港上海匯丰银行、马来亚银行、大众银行等都坐落在此。此外，沙宾都区也有药局，如 万宁（Guardian)和 屈臣氏（Watson），也有必胜客，面包店等。旧斗湖是斗湖原有的区部，有斗湖中央市场和斗湖港口。
| 斗湖              | 斗湖      | 斗湖     | 斗湖     | 斗湖    | 斗湖    | 斗湖      | 斗湖      | 斗湖      | 斗湖    | 斗湖      | 斗湖      | 斗湖      | 斗湖         |
| 月份              | 1月       | 2月      | 3月      | 4月     | 5月     | 6月       | 7月       | 8月       | 9月     | 10月      | 11月      | 12月      | 全年         |
| ----------------- | --------- | -------- | -------- | ------- | ------- | --------- | --------- | --------- | ------- | --------- | --------- | --------- | ------------ |
| 平均高温 °C（°F） | 32 (89)   | 32 (89)  | 32 (89)  | 32 (90) | 32 (89) | 31 (88)   | 32 (89)   | 31 (88)   | 32 (89) | 32 (90)   | 32 (89)   | 32 (89)   | 32 (89)      |
| 平均低温 °C（°F） | 22 (71)   | 22 (71)  | 22 (71)  | 22 (72) | 22 (71) | 22 (71)   | 22 (71)   | 22 (71)   | 22 (71) | 22 (71)   | 22 (71)   | 22 (71)   | 22 (71)      |
| 平均降水量 mm（） | 120 (4.8) | 97 (3.8) | 99 (3.9) | 130 (5) | 180 (7) | 190 (7.4) | 200 (7.7) | 190 (7.6) | 150 (6) | 150 (5.8) | 170 (6.7) | 160 (6.2) | 1,836 (71.9) |
| 来源：Weatherbase |           |          |          |         |         |           |           |           |         |           |           |           |              |

## 历史
斗湖的前身是村庄卡拉巴干(Kalabakan)，其首领为布隆彦苏丹王朝的臣子。他们聚居於斗湖河口，即如今旧斗湖的所在地。1890年代初的人口只有200人左右。其中25人是来自马辰的武吉斯人，由普阿都率领，以种植椰子为生；其餘都是从婆罗洲一带苏禄苏丹领土（包括古达、山打根以及西巴迪島）来的迪冬和苏禄土著，他们长久以来定居於斗湖，大部份为鱼民和稻农，向荷兰人贩卖森林产品。普阿都代表一众向英政府要求开发土地，立即获得当局的批准，成为斗湖最早的开埠者。
斗湖属苏禄苏丹管理，1878英国北婆羅洲特許公司向苏禄苏丹租借斗湖。在荷兰殖民统治下的布隆岸苏丹也宣布对斗湖拥有主权。1889年布隆岸苏丹阿里去世，其子阿郎接任苏丹。阿郎杀害荷兰政府官员，遭到围剿。他与其弟逃往加拉巴干，投靠英国人，放弃对斗湖的声索权。
1893年2月9日，载有树脂、橡胶、象牙和龟壳的英国商船諾曼赫斯特號（S.S. Normanhurst）驶进斗湖以交换本地的藤条、葡萄朱、燕窝、橡胶片。
北婆羅洲特许公司从西海岸扩张到斗湖。西巴迪島边界所划定的4°10'N边界是由英国和荷兰组成的划分委员会，于1913年2月17日在斗湖正式签署了一份由各自专员所联合提呈的一份带有地图的报告。英国和荷兰又在1915年9月28日在伦敦确认了这份报告。
到了1930年代，由于斗湖的农业潜力使它迅速蓬达，居民人口在1931年上升到1,800人，古哈拉橡胶、吕宋麻园丘和久保田椰子园是幾个較大的日资园丘。Silimpopon尚有煤矿开采，主要为粤籍劳工。第一次世界大战没有直接影响斗湖的经濟，但其受到世界不景气所影响。
1942年1月，日军入侵北婆罗洲。日军进军婆罗洲沿海各地，从古晋到亚庇，斗湖的生活却依旧正常。1月19日，山打根无线电台断空。1月24日，日本入侵丁拿卡（Batu Tinagat）。斗湖行政官Cole Adams和助手在码头遇见入侵者时立即被俘，遭监禁长达44个月。1945年9月被澳洲第9师释放当天去世。
日军占领斗湖三年半，直到澳洲盟军从纳闽反攻才被解放出来。英國在恢复主权初期实行軍事行政管理，发现北婆羅洲殖民地处于毁灭狀態。日本占领期间，许多平民惨遭屠杀，其中包括大批政府公职人员，许多战前的记录已被毁灭。英国军政府一直持续到1946年7月15日，北婆罗洲成为英國直轄殖民地为止。战后的重点放在恢复和重建上。斗湖市政局于1955年成立，控制地方财政。

## 人口分布
斗湖总人口于2010年为412,375人。
| 2010年斗湖 (马来西亚)族群比例 | 2010年斗湖 (马来西亚)族群比例 | 2010年斗湖 (马来西亚)族群比例 | 2010年斗湖 (马来西亚)族群比例 | 2010年斗湖 (马来西亚)族群比例 |
| ----------------------------- | ----------------------------- | ----------------------------- | ----------------------------- | ----------------------------- |
| 族群                          | 族群                          |                               | 百分比                        | 百分比                        |
| 马来人（包括汶萊馬來人）      | 马来人（包括汶萊馬來人）      |                               | 5.04%                         | 5.04%                         |
| 卡达山-杜顺人                 | 卡达山-杜顺人                 |                               | 2.73%                         | 2.73%                         |
| 巴瑶人                        | 巴瑶人                        |                               | 13.12%                        | 13.12%                        |
| 毛律人                        | 毛律人                        |                               | 1.17%                         | 1.17%                         |
| 其它土著                      | 其它土著                      |                               | 57.7%                         | 57.7%                         |
| 华人                          | 华人                          |                               | 17.25%                        | 17.25%                        |
| 印度人                        | 印度人                        |                               | 0.36%                         | 0.36%                         |
| 其他                          | 其他                          |                               | 2.64%                         | 2.64%                         |

| 2010年斗湖 (马来西亚)公民与非公民比例 | 2010年斗湖 (马来西亚)公民与非公民比例 | 2010年斗湖 (马来西亚)公民与非公民比例 | 2010年斗湖 (马来西亚)公民与非公民比例 | 2010年斗湖 (马来西亚)公民与非公民比例 |
| ------------------------------------- | ------------------------------------- | ------------------------------------- | ------------------------------------- | ------------------------------------- |
| 国籍                                  | 国籍                                  |                                       | 百分比                                | 百分比                                |
| 马来西亚公民                          | 马来西亚公民                          |                                       | 58.43%                                | 58.43%                                |
| 非马来西亚公民和非法移民              | 非马来西亚公民和非法移民              |                                       | 41.57%                                | 41.57%                                |

| 族群                     | 2010   | 2010    |
| 族群                     | 人口   | 百分比  |
| ------------------------ | ------ | ------- |
| 马来人（包括汶萊馬來人） | 12149  | 2.95%   |
| 卡达山-杜顺人            | 6575   | 1.59%   |
| 巴瑶人                   | 31616  | 7.67%   |
| 毛律人                   | 2811   | 0.68%   |
| 其他土著                 | 139027 | 33.71%  |
| 华人                     | 41567  | 10.08%  |
| 印度人                   | 865    | 0.21%   |
| 其他                     | 6356   | 1.54%   |
| 马来西亚公民总数         | 240966 | 58.43%  |
| 非马来西亚公民总数       | 171409 | 41.57%  |
| 总数                     | 412375 | 100.00% |

## 宗教信仰
主要的宗教包括基督教、佛教、伊斯兰教、印度教、天主教。

## 花园住宅区
- 流星花园（Taman Meteor）
- 大华园3（Taman Da Hua 3）
- 新乐园（Taman Shamrock）
- 茉莉花园（Taman Lili）
- 达雅园（Taman Daya Usaha）
- 首都花园
- 康怡花园（Taman Hong Yee）
- 米兰园（Taman Milan）
- 阿美娜园（Taman Amanah Park）
- 青园（Taman Green）
- Residen 88
- 永安大厦
- 好旺园
- 莎宾都
- 成功园
- 美丽园
- 大宛花园
- 百乐园
- 天星岭
- 金花园
- 崧园
- 美家园
- 美兰园
- 斗湖花园
- 天星园
- BDC园
- 安顺园
- 嘉邦园
- 幸运园
- 湖园A
- 湖园B
- 香格里拉园
- 诺汀园

## 经济

### 農業
斗湖是繼科特迪瓦和加纳之后的世界第三大可可产地，也是马来西亚最大的可可豆生产区。1980年代被称为「亚洲可可之都」。曾经是主导斗湖经济命脉的农作物。根据越南农业及乡村部主任的报告，马来西亚的可可品种是亚洲最好的品种。马来西亚政府打算把国内的可可豆生产量提升到25万吨一年。这样能满足国内研磨机的需求和帮助降低可可豆的进口。

### 漁業
自远古以来，人们在斗湖都依赖海上为他们的寄托。多种被列为高等级的鱼类和甲壳类动物被发现于斗湖的海中和水道周围。对早期的定居者，几乎所有的海员从海中寻找食物是件很容易的事。當时的人口少，多用舢舨在海边垂钓，没有迫切需要组织渔民从事深海捕鱼。然而，渣打公司不久后发现商機，開始從事深海捕鱼。他们拒绝與亞洲最先近的日本合作，而與英国作为盟友。 
在1917年，日本商船船长次郎奥里塔創立了「婆罗洲渔业公司」，这与以往的捕渔方式至少在两方面不同。首先，它是一个较大的运作方式。第二，它面向支持出口市场。该公司在斗湖设立办事处。在周围水域被捕的鱼獲，都運到一个叫Amil的岛屿，约在仙本那东南部10英里（16公里）。在那里经过处理，然后送到该公司在斗湖的仓库等待装运。奥里塔从日本和台湾进口劳工。奥里塔的冰厂，主要是为冻结鱼类，并向城市提供冰块。 
今天，虾养业是主要经济活动之一。从沙巴州尤其是斗湖出产的母虾，在马来西亚被列为最好的等级。基于这个原因，斗湖提供给邻近国家，如新加坡、香港、台湾和日本高品质的老虎虾有数十年之久。 
数以百计的深海拖网渔船和托船都可以在科威港（Cowie湾）看到。

## 基本服务

### 斗湖机场
(IATA: TWU, ICAO: WBKW)是马来西亚沙巴斗湖的机场。机场离市区约23公里，主要服务沙巴斗湖及周边地区，是继亚庇国际机场的沙巴第二繁忙机场。机场跑道长2682米、宽60米。该机场在2014年服务100万名乘客。此机场是在2001年向公众开放，2003年由时任交通部长林良实正式主持启用，旧机场位于斗湖市区。机场位于斗湖东部地区，跑道可让空中巴士A320和波音737着陆。 目前服务 直飞 亚庇，山打根，柔佛，吉隆玻。

### 法院
斗湖法院大楼位于Jalan Dunlop。那里包含高等法院、会议法庭以及地方法院。Syariah Court则位于Jalan Abaca。

### 警局
地方警察总局位于Jalan Tanjung Batu。其他分局依照区域设立Wallace海湾, Bombalai, Bergosong, Kalabakan, Seri Indah and LTB Tawau。迷你警察分局（Pondok Polis）则设立在Tass Bt. 17, Apas Parit, Merotai, Quin Hill, Balung Kokos, Titingan, Kinabutan and Burmas areas。

### 监狱
斗湖监狱则位于jalan hotspring。

### 医疗
斗湖设有一所政府医院，四间政府立诊所，三间妇产及儿科诊所，七间乡村诊所，一间移动诊所与两间一马诊所。位于Tanjung Batu Street的斗湖医院是主要医院，也是对拿督、仙本那、古纳病患很重要的医疗设施。靠近分界线的印尼病人也常常会探访此医院。

### 专科医院
斗湖专科医院（Tawau Specialist Polyclinics TSPC）是一间不时会治疗附近区域病患门诊医院。TSPC拥有一系列医学专家，一间医学实验以及放射学服务。自1990年以来，该医院已进行了一系列现代化改造，其中包括建立专业诊所，中央无菌服务部门（Central Sterile Services Department,CSSD），新病房和手术室。现是市区内唯一一间私人医院。

### 图书馆
斗湖公共图书馆是沙巴内唯四所区域性图书馆。其他则设立于根地咬、山打根以及亚庇。这些图书馆由沙巴州图书部门经营。斗湖公共图书馆于1994年2月16日开幕。于二楼的圆形窗户不但能让建筑物看起来更有设计感，还能让读者们享受窗户外的海景。安装的隔音板能确保有一个安静的环境，视听室也透过特别设计以减少噪音。里面还设有多用途房间，一间展览室、会议厅以及儿童活动房、咖啡厅以及可租用视听室。泊车场也颇为宽广，可容纳154辆汽车，方便使用者以及员工们。1997年7月，图书馆也增设了网络连接。沙巴图书部门也设立移动图书馆，为25所学校服务。一些学校、学院或大学也设立私人图书馆 。

### 学校
这里有许多国立或州立小学，可分为SJK，SJK(C)，SJK(T)。国立中学则包括Sekolah Menengah Kebangsaan Kinabutan, Sekolah Menengah Kebangsaan Jalan Apas, Sekolah Menengah Kebangsaan Kabota以及Sekolah Menengah Kebangsaan Pasir Putih。斗湖设有有三所私立中学，分别是巴华中学(Sekolah Tinggi Cina Sabah) 、圣愿中学(Sekolah Menengah Visi)以及名望学校（Charis International School）。沙巴州共三所A等级教育学院，斗湖就拥有了两所——the Institute of Science and Management (ISM)以及Maktab Rendah Sains Mara Tawau。斗湖也有一所名为Tawau Teacher Training Institute的师训学院；一所高等学院：Tawau Community College and GIATMARA Tawau；两所大学校园：Universiti Teknologi MARA以及Open University Malaysia。

## 旅游景点

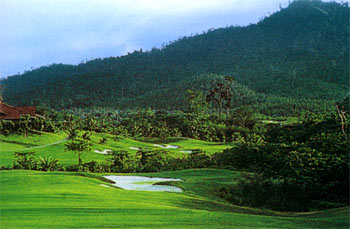
山水高尔夫球俱乐部

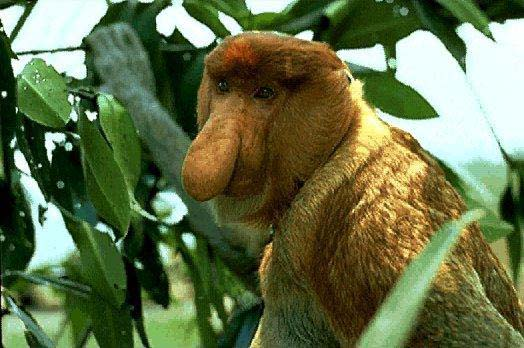
加里曼丹岛的长鼻猴

斗湖山国家公园（Tawau Hill National Park）提供喜爱大自然者一个自然野餐区、广阔的营地及度假屋，主要参观者都来自周末期间的当地居民。位于24公里外的斗湖，有公路前往公园。斗湖河穿越公园並形成具有吸引力的瀑布。桌子瀑布（Table Waterfall）为泳客提供一个天然流动的池塘。凉亭、厕所及更衣室都在附近。 
事实上，崎岖的火山地形構成了公园的主體。逢巴来山（Bombalai Hill，530尺）是年轻死火山的锥顶，殘留的火山口仍然可以在山上看得出來。在低地的森林裡，有丰富的野生兰花。偶尔看到红叶猴、长期尾猕猴和较不常见但美丽的巨松鼠、森林龟。 
公园最高点是馬格達利那山（1311公尺），桌子瀑布是斗湖山国家公园的旧名称。其他景點尚有：
- 西巴丹岛（Sipadan Island）
- 马布岛（Mabul）
- 山水高尔夫球俱乐部（Shan Shui Golf & Country Club）
- 马太（Madai）山洞：燕子聚居

## 野生动物
长鼻猴属世界最稀有的灵长类动物之一，只产于婆罗洲

## 本地美食

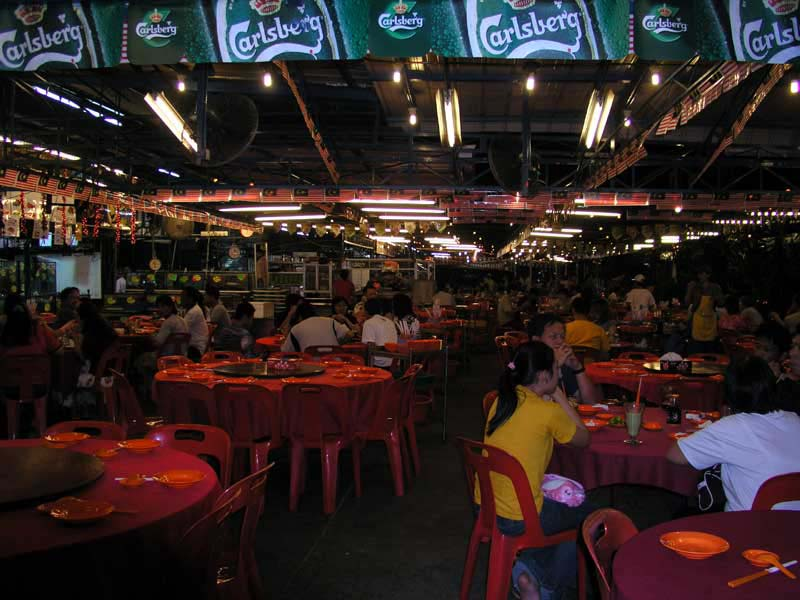
沙宾都大排档

位于海边的食摊中心「沙宾都大排档」販售新鲜海鲜。Makan Laut 101 則有马来式的炸蚝壳和蔬菜，而且价格低廉。
在夜晚，城市的周围有著非常多个食摊。许多摊售卖苏拉威希水牛牛杂米粉汤（Soto Makassar），也有販售武吉斯人特产如炸香蕉、椰子奶糕点、黄姜饭、熱帯水果。

## 常年活动
- I Luv Home 家具与电器展销会[4]

- MyExpo 消费展销会[5]

- 12、15、17岁以下篮球比赛

## 友好城市
- 中华人民共和国漳平市
- 印度尼西亞查雅普拉
- 印度尼西亞杜邁
- 印度尼西亞努努坎（英语：Nunukan Regency）
- 印度尼西亞巴里巴里[6]
- 印度尼西亞望加锡

## 照片集錦

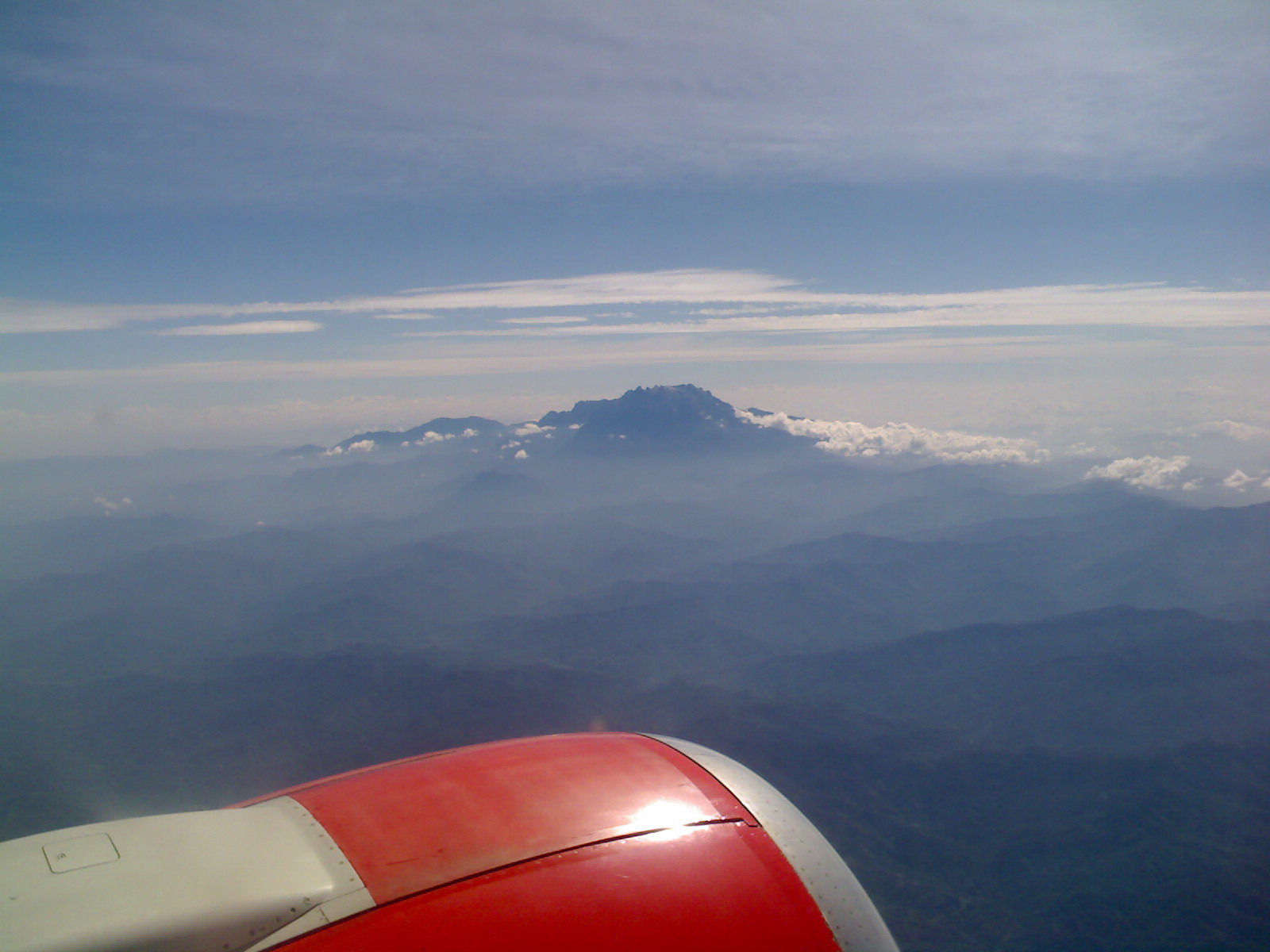
亚庇飞往斗湖神山景色
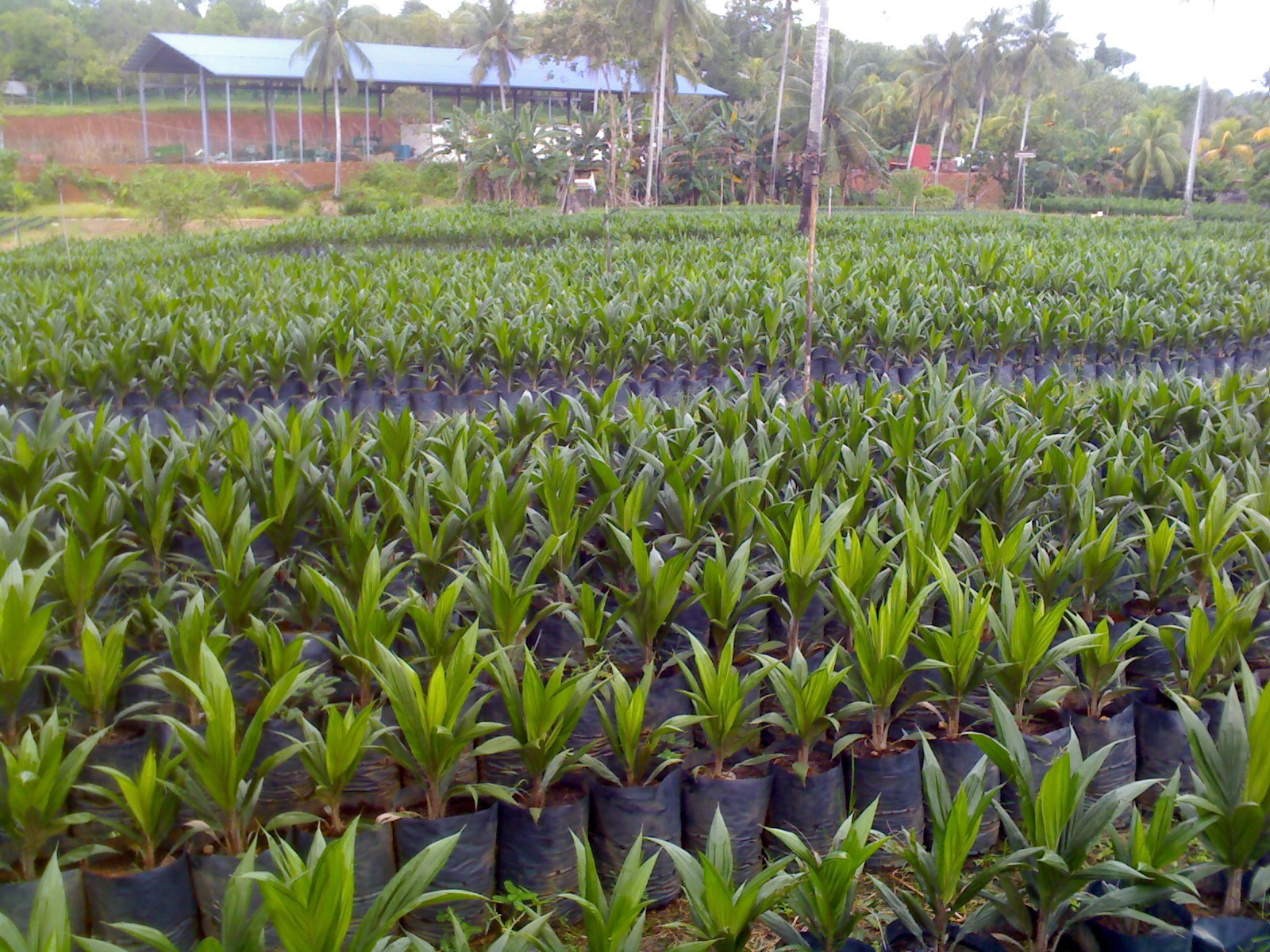
斗湖油棕苗场